# Yevheniy Mouraïev
Yevheniy Volodymyrovytch Mouraïev (ukrainien : Євгеній Володимирович Мураєв), né le 2 décembre 1976, est un homme d'affaires, et propriétaire de médias et homme politique ukrainien pro-russe. Il est le chef du parti politique Nashi (en), désormais interdit en Ukraine.
Mouraïev est député du Conseil de l'oblast de Kharkiv à deux reprises et député du parlement ukrainien entre 2012 et 2019 (7e et 8e législatures). Lors des élections législatives ukrainiennes de 2019, Mouraïev est à la tête de la liste nationale du Bloc d'opposition, mais ce parti ne parvient pas à remporter de siège au Parlement.
Mouraïev est un ancien membre du Parti des régions et du bloc d'opposition et ancien président du conseil politique du parti Pour la vie.
Après l'invasion russe de l'Ukraine en 2022, Mouraïev disparaît et la rumeur dit qu'il se trouve en Russie. Le gouvernement britannique fait savoir avant l'invasion que Mouraïev aurait été choisi par le Kremlin pour devenir le prochain président de l'Ukraine, après le renversement du gouvernement. Ce dernier s'en défend.

## Biographie

### Jeunesse et carrière professionnelle
Mouraïev naît le 2 décembre 1976 à Zmiïv, dans l'oblast de Kharkiv, alors en RSS d'Ukraine, dans l'Union soviétique. Le père de Mouraïev, Volodymyr Kuzmych, est le directeur général d'une entreprise de construction : Rapid CJSC. Sa mère Olga Oleksiivna est professeur agrégée du département de chimie à l'Université nationale de Kharkiv.
En 1994, Mouraïev entre à la faculté d'économie de l'Université de Kharkiv, dont il sort diplômé, avec les honneurs, en 1999. Il suit un deuxième cursus d' enseignement supérieur à l'Université nationale de droit Yaroslav Mudryi, et y obtient son diplôme en 2014.
À partir de 2000, Mouraïev travaille dans plusieurs entreprises à des postes de direction. Il occupe le poste de directeur de la société LLC « Anklav » (commerce de gros de produits pétroliers). De 2001 à 2007, il est administrateur de MKM-Khirkov LLC et de 2009 à 2010 de Eastern Financial Group LLC.

### Carrière politique et médiatique
Lors des élections locales ukrainiennes de 2006, Mouraïev est élu pour le parti Viche au Conseil de l'oblast de Kharkiv. Lors de la même élection, il ne parvient pas à se faire élire au conseil municipal de Kharkiv pour le même parti.
Lors des élections législatives ukrainiennes de 2007, Mouraïev ne remporte pas de siège au sein de l'alliance électorale Koutchma. Lors de ces élections, ce bloc ne réussit pas à entrer au parlement, recueillant seulement 0,10 % des voix nationales.
Mouraïev est réélu au Conseil de l'oblast de Kharkiv lors des élections locales ukrainiennes de 2010, cette fois pour le Parti des régions.
En 2010, Mouraïev est nommé à la tête du raïon de Zmiïv par le président Viktor Ianoukovitch.
Lors des élections législatives ukrainiennes de 2012, il est élu dans la circonscription électorale 181, située à Zmiiv. Lui, en tant que candidat du Parti des régions, remporte la circonscription avec 56,15 % des voix. Il est président de la sous-commission des relations économiques extérieures et de la coopération transfrontalière. Après son élection, il démissionne de la tête du raïon de Zmiïv.
En juillet 2019, Mouraïev déclare à Dmitry Gordon qu'en février 2014, il a emmené l'ancien Premier ministre ukrainien en fuite Mykola Azarov hors d'Ukraine de Kharkiv à Belgorod pendant les derniers jours d'Euromaidan.
Lors des élections législatives ukrainiennes de 2014, Mouraïev est réélu en tant que candidat indépendant dans le district 181, avec 48,95 %. De 2015 à 2016, il est membre du parti Bloc d'opposition. Au parlement, il siège à la commission parlementaire sur la politique fiscale et douanière.
En 2018, Mouraïev devient président du conseil politique du parti Pour la vie. En septembre 2018, il quitte le parti et fonde cinq jours plus tard son nouveau parti politique, Nashi.
Le 10 janvier 2019, le parti de Mouraïev le désigne comme candidat à l'élection présidentielle ukrainienne de 2019. Le 7 mars 2019, Mouraïev se retire des élections au profit d'Oleksandr Vilkoul. Il annonce également que le parti Bloc d'opposition de Vilkoul et Nashi fusionneront bientôt. Lors des élections législatives ukrainiennes de 2019, Mouraïev est à la tête de la liste nationale du Bloc d'opposition qui remporte 3,23 % des voix et ne franchit pas la barrière électorale de 5 %, empêchant ainsi Mouraïev d'entrer au Parlement.
En 2014, Mouraïev devient propriétaire de la chaîne Internet de Kharkiv « Robinson TV », du site MIGnews et de la chaîne d'information NewsOne. Il est le fondateur de la chaîne de télévision pro-russe NASH, et le 7 novembre 2018 à 6 heures du matin, NASH annonce qu'elle commencera à être diffusée à l'automne sous la direction de l'ancien propriétaire de NewsOne,,. La chaîne de télévision NewsOne est interdite par un décret du président Volodymyr Zelensky en février 2021,. Depuis lors, NASH remplace les chaînes de télévision pro-russes interdites, car elle présente principalement les mêmes invités et des messages similaires.
En janvier 2022, le gouvernement britannique accuse la Russie de chercher à supplanter le gouvernement ukrainien par la force militaire et à le remplacer par une administration pro-russe éventuellement dirigée par Mouraïev,. La ministre britannique des Affaires étrangères Liz Truss écrit sur Twitter que le Royaume-Uni « ne tolérera pas le complot du Kremlin visant à installer des dirigeants pro-russes en Ukraine ». Mouraïev nie toute participation à un tel plan et affirme son désaccord avec cette déclaration : il dit être sous sanctions russes et affirme ne pas avoir été lui-même informé d'une éventuelle opération,. La Russie rejette l'accusation, la qualifiant de « désinformation ». Pour le ministère russe des Affaires étrangères, l'accusation britannique est « la preuve que ce sont les pays de l'OTAN, dirigés par les Anglo-Saxons, qui aggravent les tensions autour de l'Ukraine ». Volodymyr Fesenko, un analyste politique ukrainien, écrit que « Mouraïev, malgré toute sa pro-russeté, n'est pas une figure très proche du Kremlin, surtout par rapport à Medvedtchouk »,.
En février 2022, le Conseil de défense et de sécurité nationale d'Ukraine décide de sanctions contre la chaîne de télévision NASH, sur laquelle Mouraïev apparaît régulièrement. Le canal de diffusion est fermé.
Le 24 février 2022, le président russe Vladimir Poutine annonce une « opération militaire spéciale dans le Donbass » ; peu de temps après que la Russie ait commencé une invasion massive de l'Ukraine. Le 25 février, Mouraïev poste sur Facebook « Toutes ces années, notre gouvernement a vécu la guerre, a construit toutes ses politiques autour d'elle, et maintenant la guerre est à nos portes. Ce sont les conséquences de décisions erronées et stupides que chacun devra démêler ». Il ne mentionne pas la Russie dans son post. Le dernier message Facebook de Mouraïev date du 25 février 2022. Ses allées et venues et ses opinions depuis sont inconnues. Le média Internet ukrainien Obozrevatel affirme début avril 2022 que Mouraïev s'est rendu en Russie avec l'aide des services spéciaux russes. Obozrevatel poursuit en affirmant que les autorités russes l'ont considéré comme un possible « Gauleiter » de Kharkiv si les Russes avaient réussi à occuper la ville ou comme un nouveau « président de l'Ukraine » si Kiev avait été capturée.
Le 14 juin 2022, la huitième cour d'appel administrative interdit le parti Nashi de Mouraïev. La propriété du parti et toutes ses branches sont transférées à l'État.

## Prises de positions
Mouraïev considère la révolution de Maïdan de février 2014 comme un coup d'État soutenu par l'Occident, position similaire à celle de la Russie. Il affirme que l'annexion de la Crimée par la fédération de Russie est reconnue par le monde et que l'annexion est favorable au gouvernement ukrainien,.
Au début de la guerre russo-ukrainienne, Mouraïev estime qu'il s'agit d'un « conflit civil », notant que les deux parties reçoivent le soutien d'États étrangers : l'Ukraine des États-Unis, et les séparatistes de Russie. Mouraïev affirme (contrairement aux récits des grands médias occidentaux) que des sociétés militaires privées américaines telles que Greystone et Blackwater ont pris part à la bataille de Marioupol.
Mouraïev estime aussi que « l'OTAN n'attend pas l'Ukraine ». Pour lui, la question de l'adhésion de l'Ukraine à l'OTAN devrait être tranchée par référendum.
Mouraïev est un partisan de la décentralisation en Ukraine et de l'expansion des pouvoirs des régions.
Il s'oppose à la décommunisation et plaide pour la préservation des symboles de l'Union soviétique en tant que « mémoire historique et culturelle ».
Dans une interview accordée à la chaîne de télévision ukrainienne 112 Ukraine le 7 juin 2018, Mouraïev décrit le réalisateur ukrainien Oleh Sentsov, alors emprisonné en Russie, comme une « personne qui complotait des incendies criminels et des explosions » et ainsi Sentsov était « un terroriste pour une part de la population ». En réponse à cette déclaration, en juin 2018, le bureau du procureur général d'Ukraine lance des poursuites pénales contre l'ancien député Mouraïev pour trahison et diffusion délibérée de fausses informations sur un crime. Le 13 juin 2018, il publie une vidéo dans laquelle il s'excuse auprès de Sentsov. Il dit notamment qu'il ne savait pas si les accusations de terrorisme contre Sentsov étaient justes, il déclare également qu'il n'a pas exprimé son opinion personnelle. Mouraïev affirme qu'il a fait ces remarques « pour montrer comment le gouvernement fonctionne ». Et a utilisé ce qu'il appelle l'exemple de Nadia Savtchenko « quand ils ont fait de leur mieux pour créer une idole et un nouveau héros de l'Ukraine, qui a été utilisé pour la confrontation politique avec le voisin du nord et comme instrument de pression sur la communauté mondiale ».

## Vie privée
Mouraïev est divorcé (depuis 2017). Il a trois fils et une fille de son précédent mariage.

## Remarques
1. ↑  En janvier 2022, le renseignement américain nomme Viktor Medvedtchouk comme un choix possible pour le Kremlin, qui cherche à installer un gouvernement fantoche au pouvoir en Ukraine. En février 2022, ils citent cette fois Oleg Tsarev comme une autre possibilité pour diriger un nouveau gouvernement favorable à la Russie[21].